# Mistrovství světa v pozemním hokeji mužů 2010
12. mistrovství světa v pozemním hokeji mužů se uskutečnilo ve dnech 28. února až 13. března 2010 v Novém Dillí na Národním stadionu Dhyana Chanda (Dhyan Chand National Stadium).

## Program turnaje
Turnaje se zúčastnilo 12 týmů, které byly rozděleny do 2 šestičlenných skupin, ve kterých se hrálo způsobem jeden zápas každý s každým a poté týmy na 1. a 2. místě ve skupinách postoupily do semifinále. Týmy na 3. místě hrály zápas o 5. místo, týmy na 4. místě hrály o 7. místo, na 5. místě o 9. místo a na 6. místě o 11. místo.

## Základní skupiny

### Skupina A
- 1. března
- Nový Zéland - Kanada 3:2
- Německo - Jižní Korea 2:2
- Nizozemsko - Argentina 3:0
- 3. března
- Kanada - Německo 0:6
- Argentina - Jižní Korea 1:2
- Nový Zéland - Nizozemsko 1:3
- 5. března
- Jižní Korea - Nový Zéland 1:2
- Nizozemsko - Kanada 6:0
- Německo - Argentina 4:3
- 7. března
- Jižní Korea - Kanada 9:2
- Nový Zéland - Argentina 0:1
- Německo - Nizozemsko 2:2
- 9. března
- Německo - Nový Zéland 5:2
- Nizozemsko - Jižní Korea 1:2
- Kanada - Argentina 2:4

| Poř. | Tým         | Z | V | R | P | VG | OG | B  |
| ---- | ----------- | - | - | - | - | -- | -- | -- |
| 1.   | Německo     | 5 | 3 | 2 | 0 | 19 | 9  | 11 |
| 2.   | Nizozemsko  | 5 | 3 | 1 | 1 | 15 | 5  | 10 |
| 3.   | Jižní Korea | 5 | 3 | 1 | 1 | 16 | 8  | 10 |
| 4.   | Argentina   | 5 | 2 | 0 | 3 | 9  | 11 | 6  |
| 5.   | Nový Zéland | 5 | 2 | 0 | 3 | 8  | 12 | 6  |
| 6.   | Kanada      | 5 | 0 | 0 | 5 | 6  | 28 | 0  |

### Skupina B
- 28. února
- Jihoafrická republika - Španělsko 2:4
- Austrálie - Anglie 2:3
- Pákistán - Indie 1:4
- 2. března
- Jihoafrická republika - Anglie 4:6
- Pákistán - Španělsko 2:1
- Indie - Austrálie 2:5
- 4. března
- Jihoafrická republika - Austrálie 0:12
- Anglie - Pákistán 5:2
- Španělsko - Indie 5:2
- 6. března
- Austrálie - Španělsko 2:0
- Jihoafrická republika - Pákistán 4:3
- Anglie - Indie 3:2
- 8. března
- Španělsko - Anglie 2:0
- Austrálie - Pákistán 2:1
- Jihoafrická republika - Indie 3:3

| Poř. | Tým          | Z | V | R | P | VG | OG | B  |
| ---- | ------------ | - | - | - | - | -- | -- | -- |
| 1.   | Austrálie    | 5 | 4 | 0 | 1 | 23 | 6  | 12 |
| 2.   | Anglie       | 5 | 4 | 0 | 1 | 17 | 12 | 12 |
| 3.   | Španělsko    | 5 | 3 | 0 | 2 | 12 | 8  | 9  |
| 4.   | Indie        | 5 | 1 | 1 | 3 | 13 | 17 | 4  |
| 5.   | Jižní Afrika | 5 | 1 | 1 | 3 | 13 | 28 | 4  |
| 6.   | Pákistán     | 5 | 1 | 0 | 4 | 9  | 16 | 3  |

## Zápasy o umístění

### Zápas o 11. místo
- 11. března
- Kanada - Pákistán 3:2 po prodloužení

### Zápas o 9. místo
- 12. března
- Nový Zéland - Jihoafrická republika 4:4 po prodloužení, 5:4 na penalty

### Zápas o 7. místo
- 12. března
- Argentina - Indie 4:2

### Zápas o 5. místo
- 12. března
- Jižní Korea - Španělsko 0:2

## Schéma zápasů o medaile
Oba semifinálové zápasy se odehrály 11. března, finále a zápas o 3. místo se pak odehrály 13. března.
|  | Semifinále | Semifinále | Semifinále |  |  | Finále      | Finále      | Finále      |
|  |            |            |            |  |  |             |             |             |
|  | 1.A        | Německo    | 4          |  |  |             |             |             |
|  | 2.B        | Anglie     | 1          |  |  |             |             |             |
|  |            |            |            |  |  | 1.A         | Německo     | 1           |
|  |            |            |            |  |  | 1.B         | Austrálie   | 2           |
|  | 1.B        | Austrálie  | 2          |  |  |             |             |             |
|  | 2.A        | Nizozemsko | 1          |  |  | Třetí místo | Třetí místo | Třetí místo |
|  |            |            |            |  |  | 2.B         | Anglie      | 3           |
|  |            |            |            |  |  | 2.A         | Nizozemsko  | 4           |

## Konečné pořadí
| Poř. | Tým          |
| ---- | ------------ |
| 1.   | Austrálie    |
| 2.   | Německo      |
| 3.   | Nizozemsko   |
| 4.   | Anglie       |
| 5.   | Španělsko    |
| 6.   | Jižní Korea  |
| 7.   | Argentina    |
| 8.   | Indie        |
| 9.   | Nový Zéland  |
| 10.  | Jižní Afrika |
| 11.  | Kanada       |
| 12.  | Pákistán     |